# Cesáreo Bernaldo de Quirós
Cesáreo Bernaldo de Quirós (Gualeguay, 27 de mayo de 1879 - Vicente López, 29 de mayo de 1968) fue un pintor argentino.

## Vida y obra
Desde muy joven se inició en la pintura. A la edad de 13 años se traslada a Buenos Aires, e ingresa al taller del maestro valenciano de dibujo Vicente Nicolau Cotanda. Tres años más tarde ingresa en la Academia de la Sociedad Estímulo de Bellas Artes, bajo la tutela de los maestros Ángel della Valle y Reynaldo Giudici.
Después de recibir el Premio Roma, es becado por el gobierno nacional y viaja a Italia contando con apenas veinte años. Allí se perfecciona y recibe incluso una mención en la Bienal de Venecia con una obra de grandes dimensiones en 1901. En 1905 viaja a España vinculándose con Zuloaga y Sorolla, haciéndolo más tarde a París, Florencia y Cerdeña.
Regresa a su país en 1906. Integra el grupo Nexus junto con Fernando Fader, Pío Collivadino, Carlos Ripamonte, Alberto Rossi y Justo Lynch. En 1910 obtiene el Gran Premio y Medalla de Oro en la Exposición Internacional de Arte del Centenario. La gran muestra del Centenario fue consagratoria para Quirós, una sala completa fue dedicada a sus pinturas.
Viaja nuevamente a Europa y se establece durante cinco años; regresando posteriormente para radicarse en la estancia de los Sáenz Valiente, en Entre Ríos (1916-1927), en donde produce una obra nítidamente gauchesca sin precedentes en las artes figurativas de Argentina. Se trata de una serie de pinturas a las que llamó "Los Gauchos" y en las que reflejó el espíritu, la historia, las costumbres y los personajes de su tierra; que tuvo su correlato en la literatura de Leopoldo Lugones, Florencio Sánchez y José Ingenieros. Estas obras fueron exhibidas Buenos Aires en 1928 y luego recorrieron con gran éxito España, Alemania, Inglaterra, Francia, Estados Unidos y Canadá. La gira se prolongó hasta 1936, año en que Quirós regresó definitivamente al país y se instaló en Paraná.
Entre otras actividades vinculadas con el ámbito artístico, el artista proyectó importantes pinturas murales para el Jockey Club de Rosario y el Ministerio del Ejército.
Fue profesor en la Escuela Nacional de Artes Decorativas, y presidente de la Academia Nacional de Bellas Artes.
En 1942 adquiere una gran extensión de tierra sobre las barrancas del río Paraná, cerca de la ciudad homónima, creando un museo con una vasta colección de armas, muebles, adornos y objetos de gran valor artístico. 
Obtuvo numerosas distinciones en el país y en el exterior, siendo su obra especialmente valorada por coleccionistas nacionales y extranjeros.
Vivió en Vicente López los últimos veinte años de su vida, donde falleció el 29 de mayo de 1968.

## Obra Emblemática: El Payaso del Club Social Paraná
“Todo indica que soy un simple payaso. Si fuera solo eso, sería un cuadro un poco desdeñable. Apenas una mención en un desvaído catálogo de los viejos Salones Nacionales, a pesar de ser un Quirós. Pero hay una leyenda sobre mí que me confiere un aura de misterio, y es la del Emperador. Una sombra de distinción aristocrática que cambia la mirada de mis observadores confiriéndome algo de la magia que la realeza aún posee. Ridículo. Yo lo sé, Quirós solo bocetó en mis orígenes, a Mr. Marshall, un americano ambicioso y con pretensiones de figurar en el gran mundo parisino de principios del siglo XX. Le pidió al maestro algo snob, como los retratos de Boldini. Mr. Marshall admiraba el retrato de Robert de Montesquieu, de la Giovanetta Errazuriz, del Píccolo Subercaussese. Pero él, hombre grande al fin, hubiera parecido ridículo si optaba por la tensa y sofisticada pose de este último, apenas un niño de diez años.
“El maestro lo planteó entonces bien erguido, vuelto desdeñoso hacia el público, con un fondo de vestíbulo a la moda. Así nací. Y quedé en manos de mi hacedor, por la sencilla razón de que el comitente, el señor Marshall, se marchó sin que el trabajo pasara de un boceto. El maestro optó por lo práctico. A la primera idea, apenas delineada, la convirtió en un payaso, mezcla de pierrot y fantasía elegante. Años después, cuando el deterioro había ganado uno de mis lados, achicó el bastidor, cortó la tela, a las medidas que ahora ostentó. Eso sí, cambió el lugar de la pelota y la colocó a mi derecha. La vieja, que estaba en el extremo izquierdo, se marchó en el proceso de mi achique. Creo que gané en la operación. Estoy cómodo ahora en mis medidas, y el cuadro gira en torno a mí, soy yo y solo yo, el centro. Sin puntos secundarios que desvíen la atención de mi exaltada figura.
Y aquí estoy, contemplando el devenir de esta gente, de esta ciudad a la que llegué por capricho del destino. El maestro me vendió al Club, junto con los rumores de que debajo de mi maquillaje se encontraba, oculto y anónimo, el Káiser Guillermo II. Cesáreo era mundano, hábil en el manejo de los secretos recodos de la vanidad y el halago. Tal vez inventó la historia en una noche fría, junto al fuego, en su quinta ‘El Mojón’, allá, en El Brete, o la escuchó de boca de algunos de sus amigos linajudos, en el París de posguerra, como un divertimento sofisticado. Me facilitó entonces, un prestigio que mi figura de payaso no tenía. Dejé de ser la ilustración a la moda de una revista como La Esfera, para pasar a ser el Emperador exiliado, el primo del Zar, el último soberano de lo que una vez fue el Sacro Imperio. Decían que me había encargado el embajador de Alemania en París, para colocarme en la residencia de los enviados del Káiser ante el palacio del Elíseo. La guerra pasó y con ella la monarquía del Segundo Reich. Inútil en mi imaginado traje imperial, el maestro me pintó como un payaso, cubriendo mis galas con lentejuelas, más acorde con el frívolo espíritu del París de Mistinguette y Tamara de Lempicka. Fuente: Análisis Digital